# Cemitério Horto dos Ipês

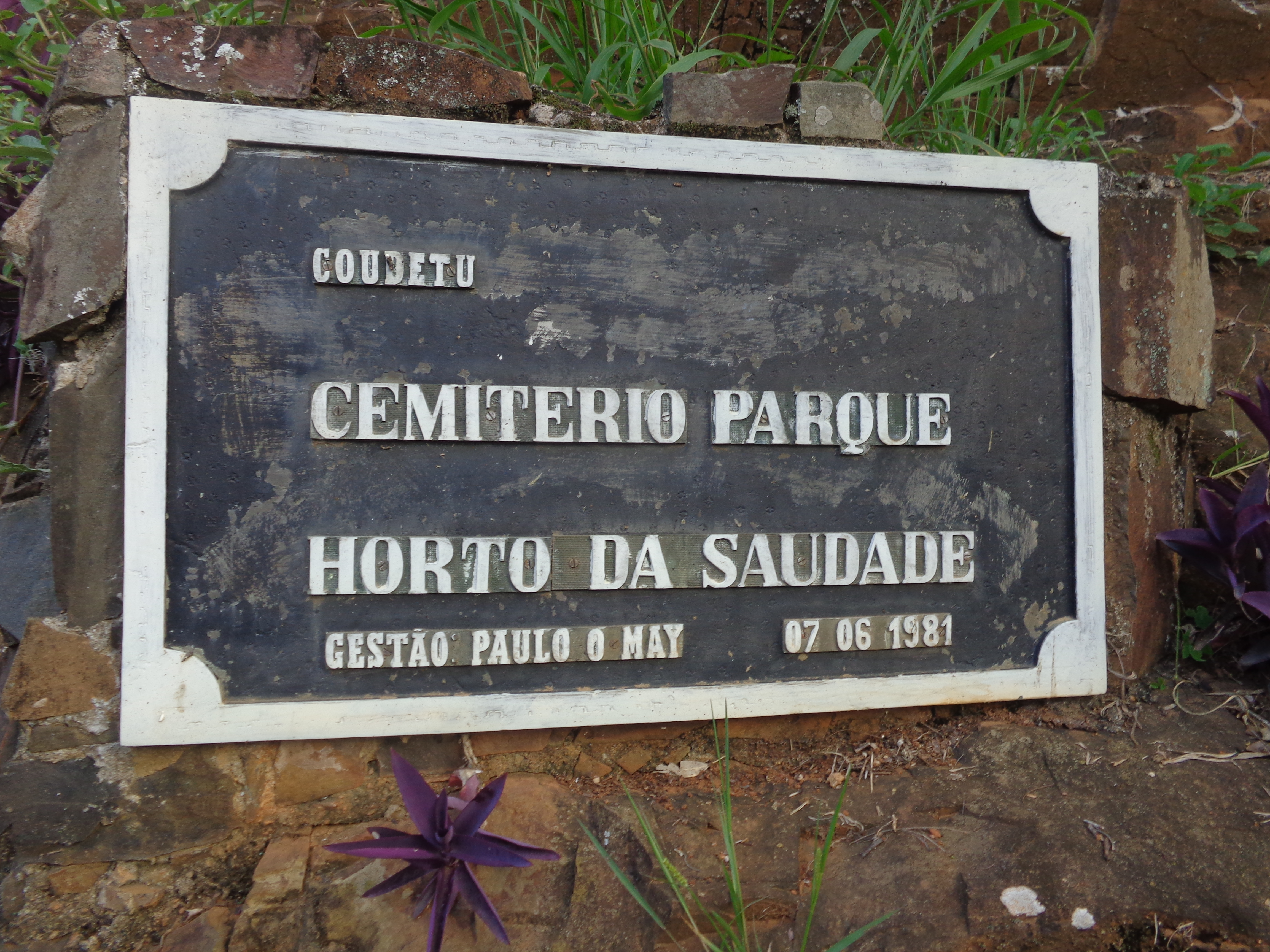
Placa identificatória na entrada do cemitério. Consta Horto da Saudade ao invés de Horto dos Ipês

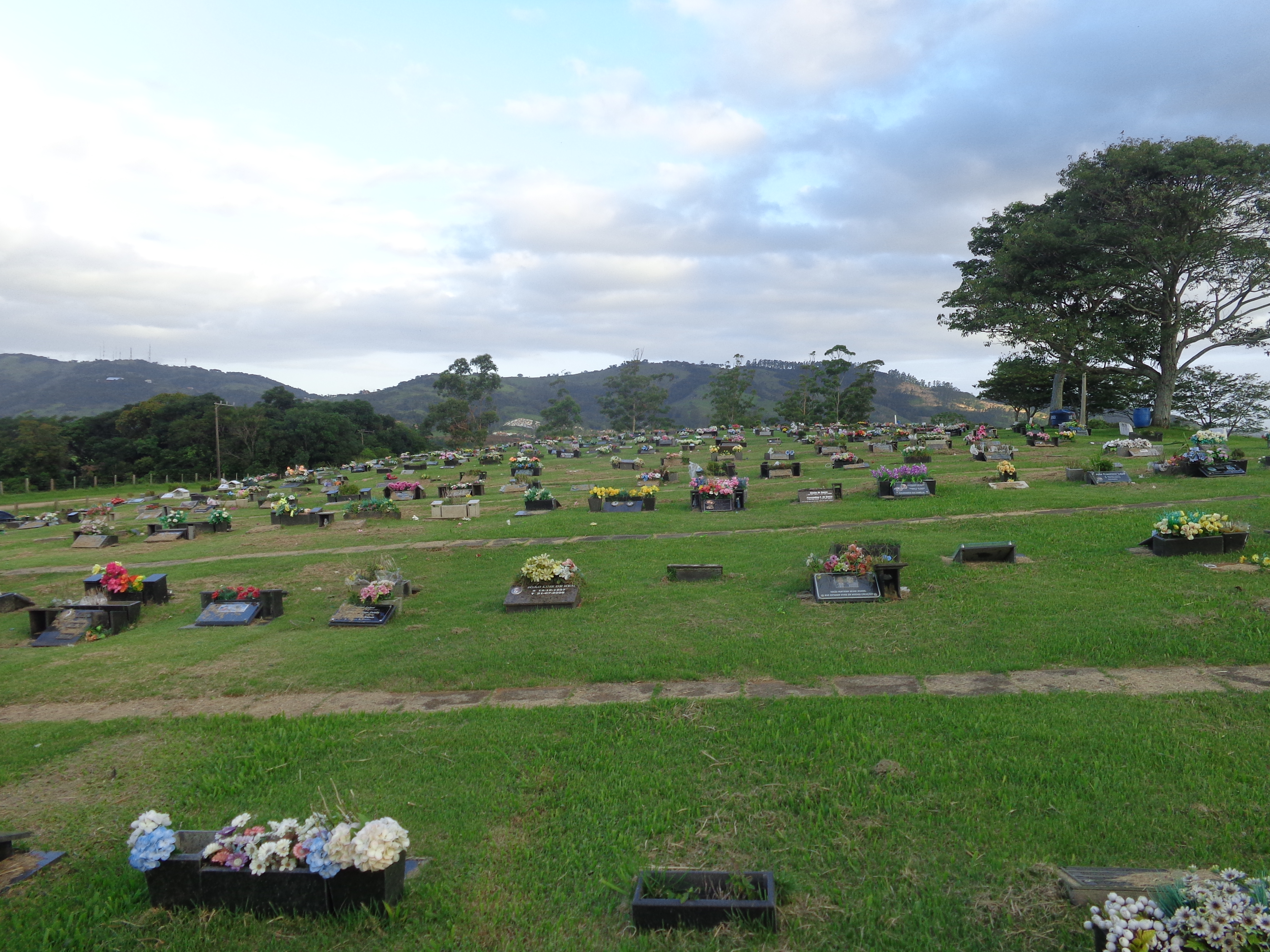
Visão geral do cemitério

O Cemitério Horto dos Ipês é um cemitério parque, localizado no município de Tubarão, Estado de Santa Catarina, no bairro Monte Castelo. Denominado oficialmente Cemitério Horto dos Ipês, é também referenciado Cemitério Horto da Saudade.

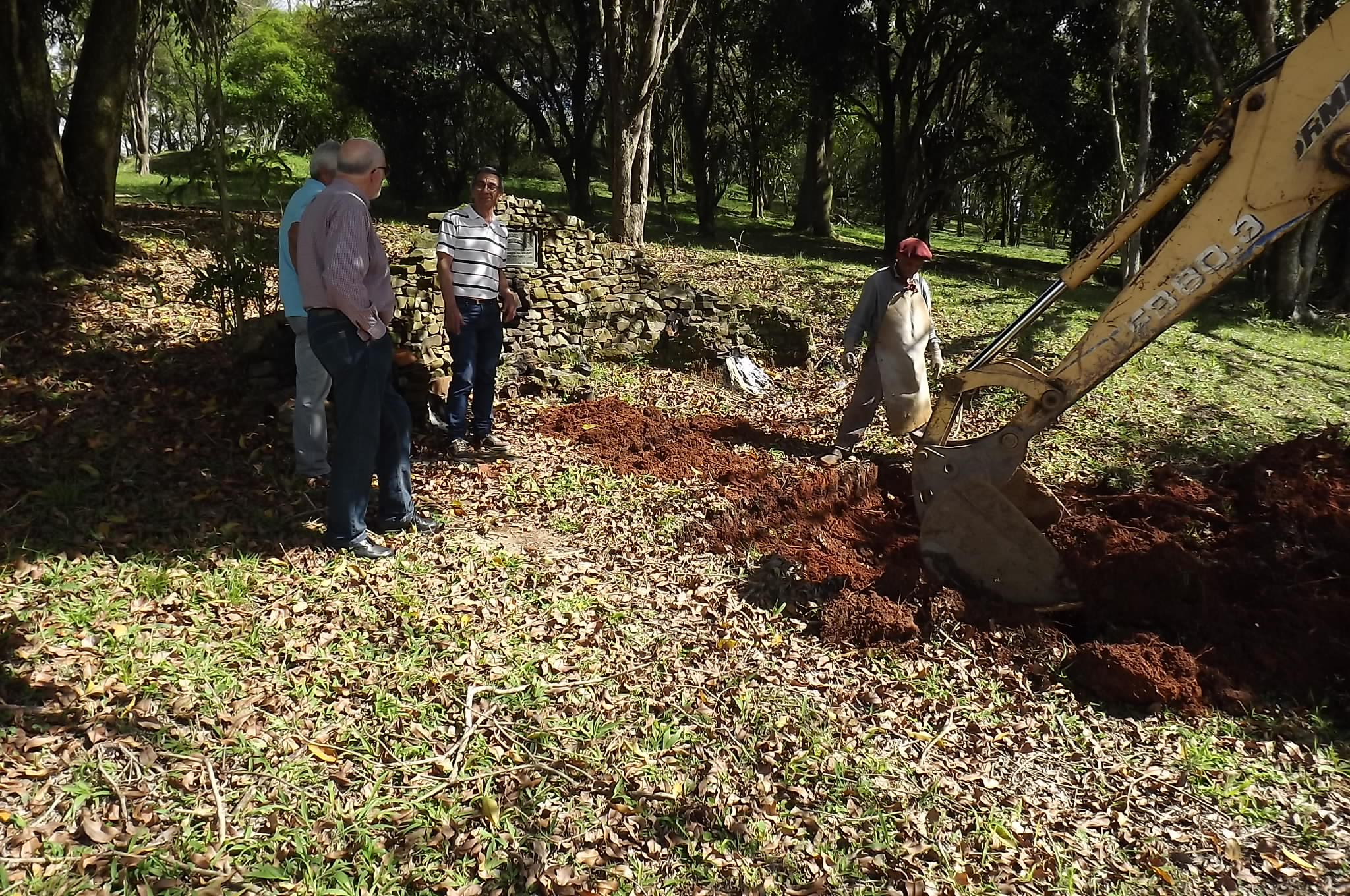
Abertura do túmulo com os mortos não identificados da Enchente em Tubarão em 1974, em 6 de setembro de 2016. Relatório e imagens digitalizadas depositados no Arquivo Público e Histórico Amadio Vettoretti. Da esquerda para a direita em primeiro plano o então prefeito na época da enchente Irmoto Feuerschuette, o coveiro na época dos sepultamentos Nilson Bento Mendes (parcialmente encoberto), o então diretor do Arquivo Público Joel Köenig de Souza e o coveiro Adair de Oliveira na abertura do túmulo.

## Alguns sepultamentos
No Cemitério Horto dos Ipês foi erguido um monumento em lembrança aos mortos da Enchente em Tubarão em 1974. Neste monumento estão depositados os restos mortais de 12 vítimas não identificadas da enchente, trasladados de seu local original de sepultamento em uma vala comum no Cemitério Municipal de Tubarão.
| Nome                 | Nascimento e morte | Imagem | Ocupação                                           |
| -------------------- | ------------------ | ------ | -------------------------------------------------- |
| Carlos Saraiva       | 1925–2005          |        | Médico veterinário, coronel do Exército Brasileiro |
| Dilney Chaves Cabral | 1919–1982          |        | Político                                           |
| Paulo Osny May       | 1937–2010          |        | Político                                           |
| Willy Zumblick       | 1913–2008          |        | Pintor                                             |

## Galeria

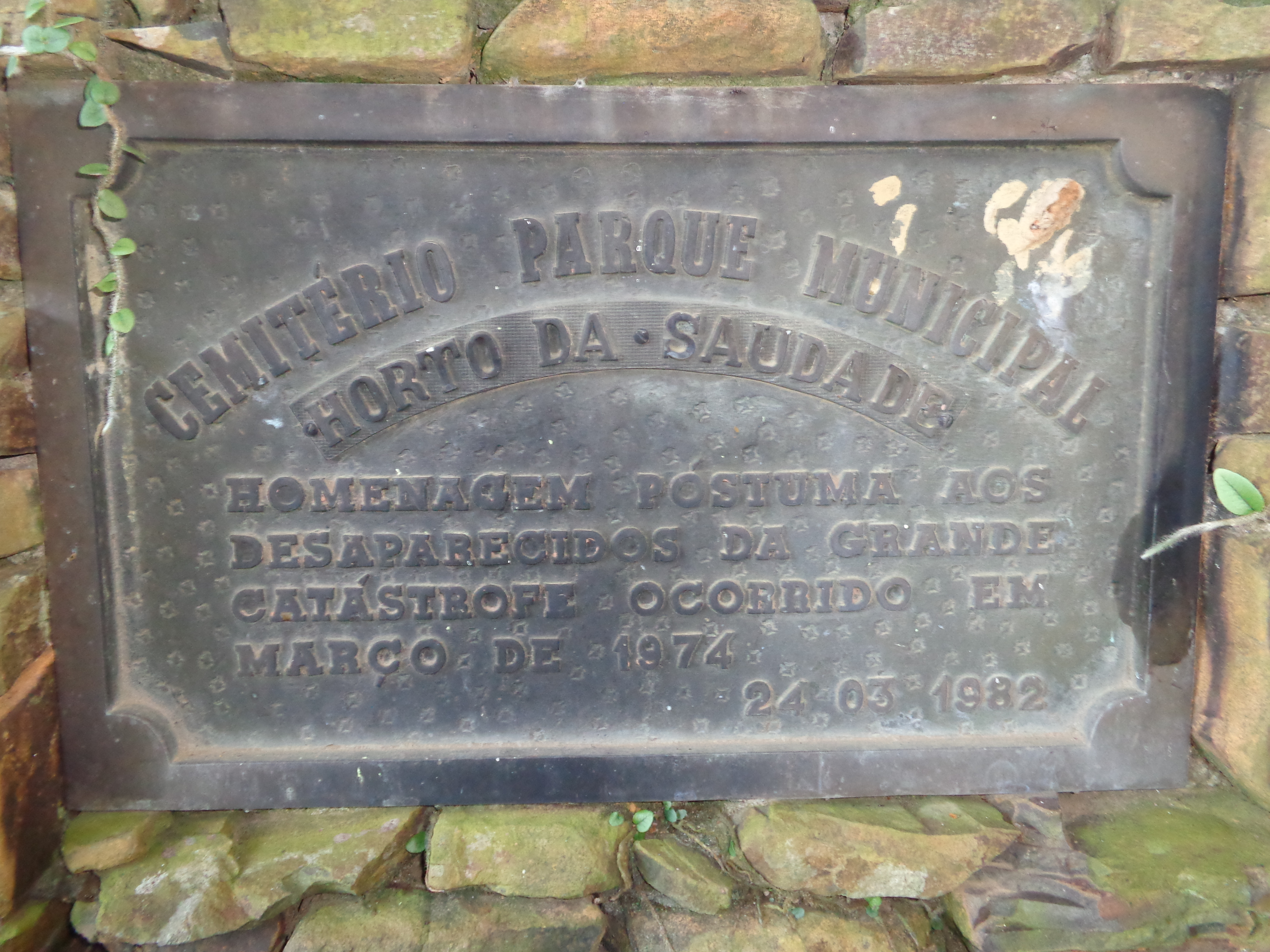
Monumento em lembrança aos mortos da enchente de 1974 no Cemitério Horto dos Ipês em Tubarão, detalhe
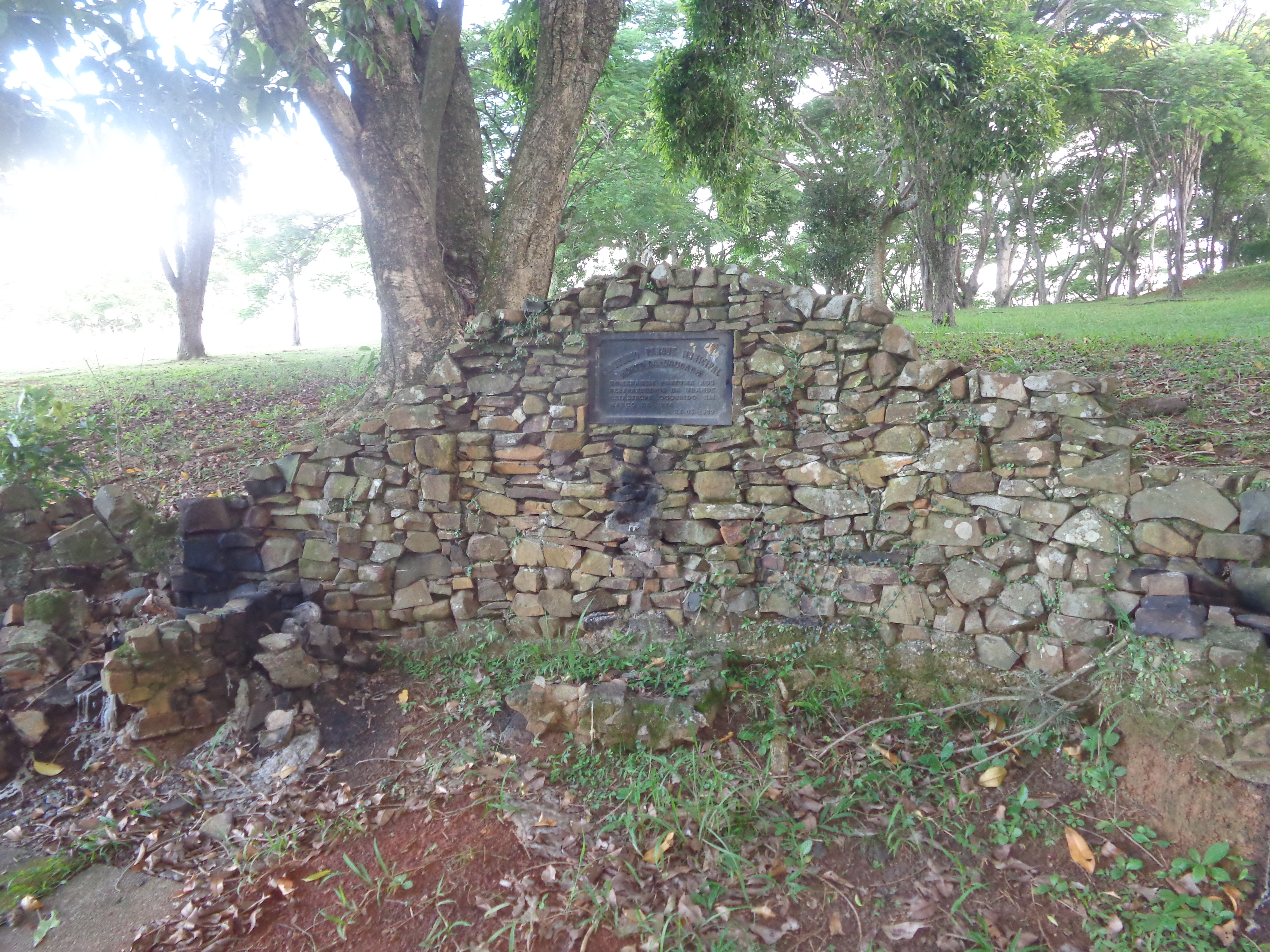
Monumento em lembrança aos mortos da enchente de 1974 no Cemitério Horto dos Ipês em Tubarão
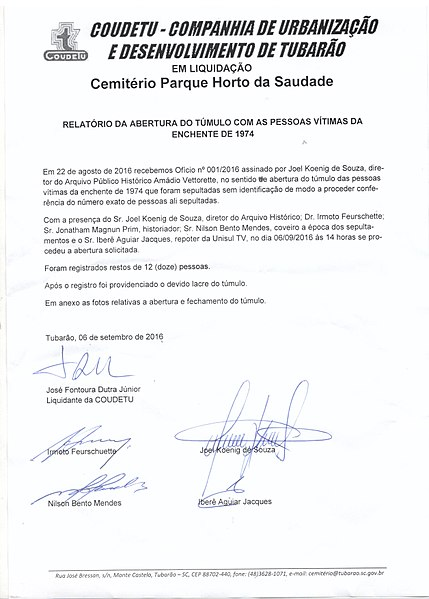
Relatório Coudetu da abertura do túmulo com as pessoas vítimas da enchente de 1974. Relatório e imagens depositados no Arquivo Público e Histórico Amadio Vettoretti